# Clarias macrocephalus
Clarias macrocephalus е вид лъчеперка от семейство Clariidae. Видът е почти застрашен от изчезване.

## Разпространение и местообитание
Разпространен е във Виетнам, Камбоджа, Лаос, Малайзия (Западна Малайзия) и Тайланд.
Обитава сладководни и полусолени басейни, морета, реки и канали.

## Описание
На дължина достигат до 1,2 m, а теглото им е максимум 45 kg.
Популацията на вида е намаляваща.